# Dulebe
Dulebe (cyr. Дулебе) – wieś w Serbii, w okręgu raskim, w gminie Tutin. W 2011 roku liczyła 54 mieszkańców.